# 袁继刚
袁继刚（1770年—1814年），号耐庵，山东邹平人。
十六歲补弟子員（生員，縣學生）。嘉庆七年（1802年），拔擢為刑部云南司员外郎。十七年改河南怀庆府知府。與劉大觀友好。嘉庆十九年（1814年）闰二月十五日卒，追贈朝议大夫。嘉庆二十年十月十六日葬於长山三庄里。